# Robert Ivanovich Abolin
Robert Ivanovich Abolin (1886 - 1939) foi um botânico russo .